# Wereldbeker schansspringen 2006/2007
De wereldbeker schansspringen (officieel: E.ON Ruhrgas FIS World Cup Ski Jumping presented by Viessmann) van het seizoen 2006/2007 begon op 24 november 2006 in het Finse Kuusamo. De laatste wedstrijd is op 25 maart 2007 op de skivliegschans van het Sloveense Planica. De Pool Adam Małysz won voor de vierde keer de wereldbeker.

## Seizoensverloop
- Aan het begin van het seizoen verraste de 16-jarige Oostenrijker Gregor Schlierenzauer met twee overwinningen in de eerste vier wedstrijden. Ook tijdens het vierschansentoernooi was hij met twee overwinningen bijzonder succesvol.
- Naarmate het seizoen vorderde namen de prestaties van Schlierenzauer af en was het de Noor Anders Jacobsen die halverwege het seizoen de leiding in de stand om de wereldbeker overnam. Het was zijn eerste jaar in het wereldbekerseizoen. Hij deed dit vooral door in 13 van de eerste 16 wedstrijden in de top 5 te eindigen.
- Jacobsen leek onbedreigd af te gaan op de winst in het eindklassement, ook toen hij aan het eind van het seizoen uit vorm raakte. Door in een reeks van negen wedstrijden er zes te winnen kon de Pool Adam Małysz het gat toch nog dichten. Hij nam de leiding over, maar door een slechte sprong als gevolg van hevige wind stond hij een dag later weer tweede.
- Het laatste weekend, met drie wedstrijden skivliegen, zou de beslissing geven. Met een kleine voorsprong ging Jacobsen het weekend in. Hij vond zijn vorm terug en beëindigde de eerste wedstrijd als zesde en de tweede wedstrijd als tweede. Maar het was Małysz die het nog beter deed en beide wedstrijden wist te winnen. Met 66 punten voorsprong begon hij aan de laatste wedstrijd voor het seizoen. Jacobsen zou hem nog kunnen achterhalen, maar het was opnieuw Małysz die de wedstrijd won en het seizoen als winnaar van de wereldbeker afsloot.
- Małysz behaalde zijn vierde wereldbeker en daarmee komt hij op gelijke hoogte met Matti Nykänen.
- Małysz won dit seizoen 9 van de 29 wereldbekerwedstrijden.

Oostenrijk verzekerde zich dit seizoen na 24 van de 31 wedstrijden van de winst in het landenklassement.

## Uitslagen en standen

### Kalender
| Datum                                                                                   | Plaats                         | Schans                         | Opmerking                      | Eerste                                                                              | Tweede                                                           | Derde                                                                 |
| --------------------------------------------------------------------------------------- | ------------------------------ | ------------------------------ | ------------------------------ | ----------------------------------------------------------------------------------- | ---------------------------------------------------------------- | --------------------------------------------------------------------- |
| 24.11.2006                                                                              | Kuusamo                        | HS142                          | Avond                          | Arttu Lappi                                                                         | Simon Ammann                                                     | Anders Jacobsen                                                       |
| 25.11.2006                                                                              | Kuusamo                        | HS142                          | Avond                          | geannuleerd                                                                         | geannuleerd                                                      | geannuleerd                                                           |
| 2.12.2006                                                                               | Lillehammer                    | HS138                          | Avond                          | Simon Ammann                                                                        | Andreas Küttel                                                   | Thomas Morgenstern                                                    |
| 3.12.2006                                                                               | Lillehammer                    | HS138                          |                                | Gregor Schlierenzauer                                                               | Anders Jacobsen                                                  | Adam Małysz                                                           |
| 9.12.2006                                                                               | Harrachov                      | HS142                          |                                | geannuleerd                                                                         | geannuleerd                                                      | geannuleerd                                                           |
| 10.12.2006                                                                              | Harrachov                      | HS142                          |                                | geannuleerd                                                                         | geannuleerd                                                      | geannuleerd                                                           |
| 16.12.2006                                                                              | Engelberg                      | HS137                          |                                | Gregor Schlierenzauer                                                               | Anders Jacobsen                                                  | Adam Małysz                                                           |
| 17.12.2006                                                                              | Engelberg                      | HS137                          |                                | Anders Jacobsen                                                                     | Simon Ammann                                                     | Gregor Schlierenzauer                                                 |
| Vierschansentoernooi 2007                                                               |                                |                                |                                |                                                                                     |                                                                  |                                                                       |
| 30.12.2006                                                                              | Oberstdorf                     | HS137                          | Avond                          | Gregor Schlierenzauer                                                               | Andreas Küttel                                                   | Adam Małysz                                                           |
| 1.1.2007                                                                                | Garmisch-Partenkirchen         | HS125                          |                                | Andreas Küttel                                                                      | Matti Hautamäki                                                  | Noriaki Kasai                                                         |
| 4.1.2007                                                                                | Innsbruck                      | HS130                          |                                | Anders Jacobsen                                                                     | Thomas Morgenstern                                               | Simon Ammann                                                          |
| 7.1.2007                                                                                | Bischofshofen                  | HS140                          | Avond                          | Gregor Schlierenzauer                                                               | Anders Jacobsen                                                  | Simon Ammann                                                          |
| Uitslag vierschansentoernooi:                                                           | Uitslag vierschansentoernooi:  | Uitslag vierschansentoernooi:  | Uitslag vierschansentoernooi:  | Anders Jacobsen                                                                     | Gregor Schlierenzauer                                            | Simon Ammann                                                          |
| 13.1.2007                                                                               | Vikersund                      | HS207                          | Skivliegen Avond               | Anders Jacobsen                                                                     | Thomas Morgenstern                                               | Matti Hautamäki                                                       |
| 14.1.2007                                                                               | Vikersund                      | HS207                          | Skivliegen                     | geannuleerd                                                                         | geannuleerd                                                      | geannuleerd                                                           |
| 20.1.2007                                                                               | Zakopane                       | HS134                          |                                | Rok Urbanc                                                                          | Roar Ljøkelsøy                                                   | Matti Hautamäki                                                       |
| 21.1.2007                                                                               | Zakopane                       | HS134                          |                                | geannuleerd                                                                         | geannuleerd                                                      | geannuleerd                                                           |
| 27.1.2007                                                                               | Oberstdorf                     | HS137                          |                                | Adam Małysz                                                                         | Thomas Morgenstern                                               | Michael Uhrmann                                                       |
| 28.1.2007                                                                               | Oberstdorf                     | HS137                          |                                | Michael Uhrmann                                                                     | Anders Jacobsen                                                  | Andrea Morassi                                                        |
| 3.2.2007                                                                                | Titisee-Neustadt               | HS142                          | Avond                          | Adam Małysz                                                                         | Andreas Kofler                                                   | Anders Jacobsen                                                       |
| 4.2.2007                                                                                | Titisee-Neustadt               | HS142                          | Avond                          | Adam Małysz                                                                         | Gregor Schlierenzauer                                            | Dmitri Vasiljev                                                       |
| 7.2.2007                                                                                | Klingenthal                    | HS140                          | Avond                          | Gregor Schlierenzauer                                                               | Simon Ammann                                                     | Adam Małysz                                                           |
| 10.2.2007                                                                               | Willingen                      | HS145                          | Avond                          | Anders Jacobsen                                                                     | Michael Uhrmann                                                  | Jernej Damjan                                                         |
| 11.2.2007                                                                               | Willingen                      | HS145                          | Team                           | Oostenrijk Wolfgang Loitzl Andreas Kofler Arthur Pauli Gregor Schlierenzauer        | Noorwegen Tom Hilde Anders Bardal Anders Jacobsen Roar Ljøkelsøy | Duitsland Stephan Hocke Tobias Bogner Jörg Ritzerfeld Michael Uhrmann |
| 22 februari tot en met 4 maart 2007 Wereldkampioenschap schansspringen in Sapporo Japan |                                |                                |                                |                                                                                     |                                                                  |                                                                       |
| 10.3.2007                                                                               | Lahti                          | HS130                          | Team Avond                     | Oostenrijk Martin Höllwarth Gregor Schlierenzauer Andreas Kofler Thomas Morgenstern | Noorwegen Tom Hilde Anders Bardal Anders Jacobsen Roar Ljøkelsøy | Finland Harri Olli Tami Kiuru Matti Hautamäki Janne Ahonen            |
| Nordic Tournament 2007:                                                                 |                                |                                |                                |                                                                                     |                                                                  |                                                                       |
| 11.3.2007                                                                               | Lahti                          | HS130                          |                                | Adam Małysz                                                                         | Andreas Kofler                                                   | Martin Schmitt                                                        |
| 13.3.2007                                                                               | Kuopio                         | HS127                          | Avond                          | Adam Małysz                                                                         | Andreas Kofler                                                   | Thomas Morgenstern                                                    |
| 17.3.2007                                                                               | Oslo                           | HS128                          | Avond                          | Adam Małysz                                                                         | Andreas Küttel                                                   | Anders Bardal                                                         |
| 18.3.2007                                                                               | Oslo                           | HS128                          |                                | Simon Ammann                                                                        | Martin Koch                                                      | Matti Hautamäki                                                       |
| Nordic Tournament - Eindstand:                                                          | Nordic Tournament - Eindstand: | Nordic Tournament - Eindstand: | Nordic Tournament - Eindstand: | Adam Małysz                                                                         | Andreas Kofler                                                   | Simon Ammann                                                          |
| 23.3.2007                                                                               | Planica                        | HS215                          | Skivliegen                     | Adam Małysz                                                                         | Simon Ammann                                                     | Jernej Damjan                                                         |
| 24.3.2007                                                                               | Planica                        | HS215                          | Skivliegen                     | Adam Małysz                                                                         | Anders Jacobsen                                                  | Martin Koch                                                           |
| 25.3.2007                                                                               | Planica                        | HS215                          | Skivliegen                     | Adam Małysz                                                                         | Simon Ammann                                                     | Martin Koch                                                           |

### Eindstanden
| Wereldbeker algemeen | Wereldbeker algemeen  | Wereldbeker algemeen | Wereldbeker algemeen |
| Plaats               | Naam                  | Land                 | Punten               |
| -------------------- | --------------------- | -------------------- | -------------------- |
| 1                    | Adam Małysz           | Polen                | 1453                 |
| 2                    | Anders Jacobsen       | Noorwegen            | 1319                 |
| 3                    | Simon Ammann          | Zwitserland          | 1167                 |
| 4                    | Gregor Schlierenzauer | Oostenrijk           | 956                  |
| 5                    | Andreas Küttel        | Zwitserland          | 804                  |
| 6                    | Thomas Morgenstern    | Oostenrijk           | 756                  |
| 7                    | Andreas Kofler        | Oostenrijk           | 727                  |
| 8                    | Janne Ahonen          | Finland              | 539                  |
| 9                    | Matti Hautamäki       | Finland              | 526                  |
| 10                   | Michael Uhrmann       | Duitsland            | 524                  |

| Landenklassement | Landenklassement | Landenklassement |
| Plaats           | Land             | Punten           |
| ---------------- | ---------------- | ---------------- |
| 1                | Oostenrijk       | 5088             |
| 2                | Noorwegen        | 3710             |
| 3                | Zwitserland      | 2442             |
| 4                | Finland          | 2427             |
| 5                | Polen            | 1785             |